# Logis de Vendanger
Les logis de Vendanger sont deux logis du XVe siècle, vestiges d'un prieuré fondé avant 1083, qui se dressent au Guédeniau, en France.

## Localisation
Les logis sont situés dans le département français de Maine-et-Loire, sur la commune du Guédeniau.

## Historique
Le manoir de Vendanger, de la fin du XVe siècle a été daté par dendrochronologie des années 1496-1498. La salle de l'étage, fermée par une cloison en pan de bois, a conservé un décor peint.

## Protection
L'édifice est inscrit au titre des monuments historiques en 1995.